# 심수연
심수연(1988년 3월 12일 ~ )은 대한민국의 여자 세팍타크로 선수이다.

## 학력
- 충남 서천여자고등학교 졸업
- 위덕대학교 학사

## 생애
위덕대학교를 졸업하고, 울산광역시청에 입단하였다.
2010년 광저우 아시안 게임 여자 세팍타크로 국가 대표로 참가하였다.
그 후, 부산환경공단으로 소속팀을 옮겼다.
2014년 인천 아시안 게임 여자 세팍타크로 국가 대표로 참가하여, 레구(3인조 경기)에서 은메달을 획득하였다. 여자 세팍타크로 모든 종목을 통틀어, 한국 여자 세팍타크로 사상 최초로, 아시안 게임에서 은메달을 획득한 것이다.

## 수상 내역
- 2006년 제17회 회장기 전국 세팍타크로대회 최우수선수상
- 2011년 제92회 전국체육대회 세팍타크로 은메달
- 2012년 제93회 전국체육대회 세팍타크로 금메달
- 2013년 제94회 전국체육대회 세팍타크로 은메달
- 2014년 인천 아시안 게임 여자 세팍타크로 레구(3인조 경기) 은메달

## 같이 보기
- 심재철